# Ekön, Markaryds kommun
Ekön är ett naturreservat i Markaryds kommun i Kronobergs län.
Ekön avsattes 1960 som domänreservat men ombildades 1996 till naturreservat.
Det är 2,5 hektar stort och beläget mellan Hinneryd och Torpa. 

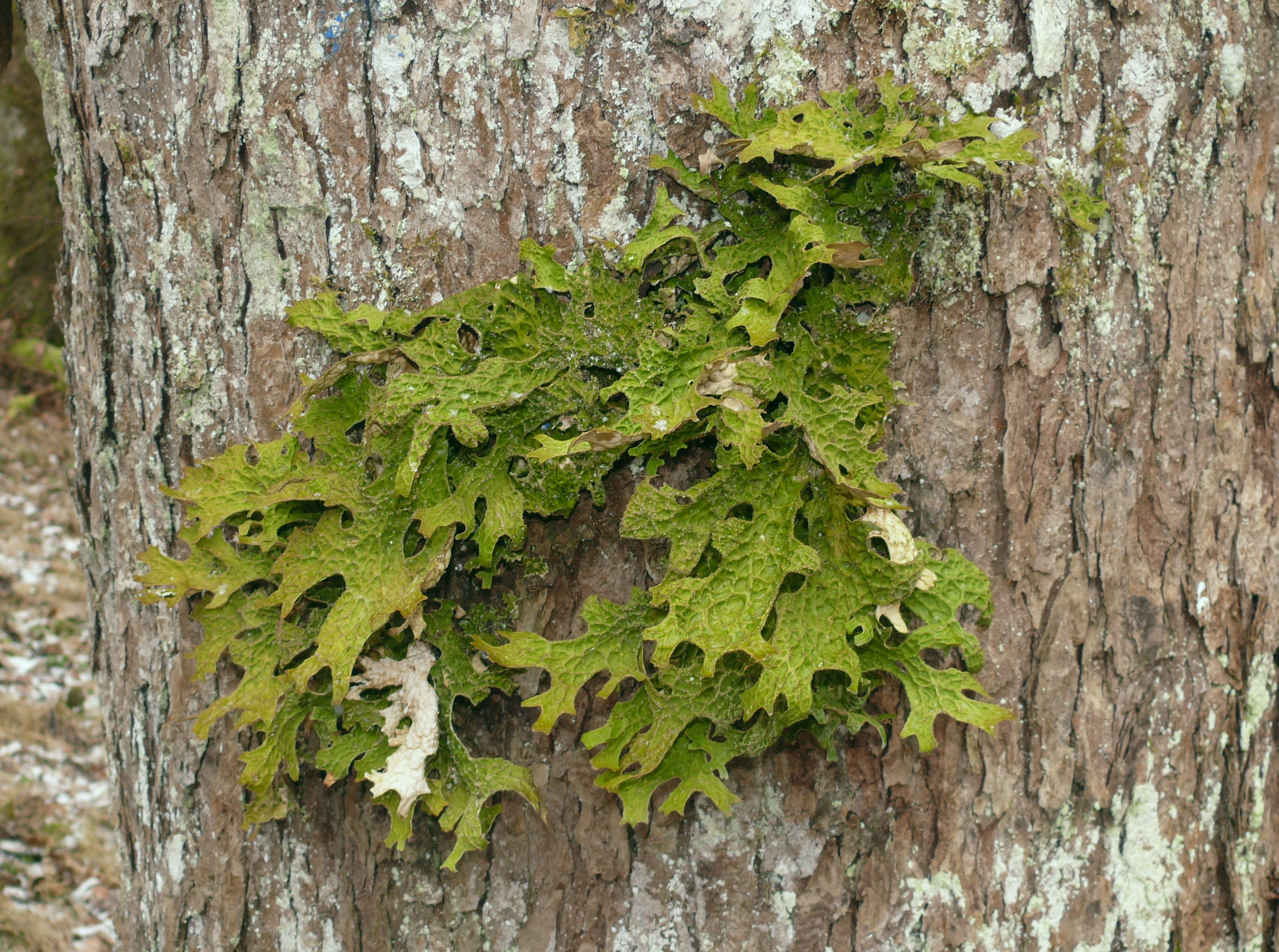
Lunglav

Reservatet består av ett bokbestånd med många gamla bokar. Här finns förutsättningar för rik fauna och flora. Ovanliga lavarter såsom  bokvårtlav, bokkantlav, lunglav och rosa lundlav förekommer. 